# طلعت شناعة
طلعت شناعة، هو طلعت إبراهيم شناعة ولد عام 1958، في مدينة أربد الأردنية، صحفي من الأردن يعمل في جريدة الدستور الأردنية، وله كتب ومقالات نشرت في عدد من الصحف، والمجلات الأردنية والعربية. عُرف طلعت شناعة بأسلوبه الساخر.
أنهى شناعة دراسته الثانوية في مدرسة الرصيفة سنة 1976، وحصل على شهادة البكالوريوس في المحاسبة من جامعة قناة السويس بمصر سنة 1984، وعمل كاتبا وصحفياً في صحيفة الدستور اليومية منذ سنة 1988–2015.

## جوائز
نال طلعت شناعة جائزة الحسين للإبداع الصحفي عن أحسن تحقيق صحفي من نقابة الصحفيين الأردنيين سنة 2001 عن تحقيقه «شغب الحناجر في الملاعب»، والمرتبة الثانية في جائزة أفضل تحقيق صحفي استقصائي في الوطن العربي من السفارة البريطانية بعمّان سنة 2002 عن تحقيقه «المحاصيل الزراعية الأردنية الخالية من المواد الكيميائية». وهو عضو في رابطة الكتّاب الأردنيين، ونقابة الصحفيين الأردنيين.

## أعماله
- حفل استهبال [3]
- ثرثرة على الريق
- فقر وقلّة كيف